# قائمة مواقع التراث العالمي في إثيوبيا

مواقع التراث العالمي التابعة لمنظمة الأمم المتحدة للتربية والعلم والثقافة (اليونسكو) هي أماكن ذات أهمية للتراث الثقافي أو الطبيعي كما هو موصوف في اتفاقية التراث العالمي لليونسكو، التي تأسست في عام 1975 صادقت إثيوبيا على الاتفاقية كواحدة من أوائل الدول في 6 يوليو 1977، مما جعل مواقعها التاريخية مؤهلة للإدراج في القائمة.
تم إدراج المواقع في قائمة إثيوبيا لأول مرة في الدورة الثانية للجنة التراث العالمي، التي عقدت في واشنطن العاصمة في عام 1978. في تلك الجلسة، تم إدراج موقعين هما الكنائس المحفورة في صخر لاليبلا ومنتزه سيمين الوطني. اعتبارًا من أغسطس 2021، يوجد في إثيوبيا تسعة مواقع مدرجة في القائمة. من بين هذه المواقع، موقع واحد فقط مصنف كتراث طبيعي وهو منتزه سيمين الوطني، فيم باقي المواقع مصنفة على أنها ممتلكات ثقافية.

## مواقع التراث العالمي
يسرد الجدول معلومات حول كل موقع من مواقع التراث العالمي:
الاسم : كما هو مدرج من قبل لجنة التراث العالمي
الموقع : مدينة ومنطقة الموقع
المساحة : حجم الوقع
بيانات اليونسكو : الرقم المرجعي للموقع؛ السنة التي تم فيها إدراج الموقع في قائمة التراث العالمي؛ المعايير التي تم إدراجها تحت: المعايير من الأول إلى السادس هي معايير ثقافية، بينما المعايير من السابع إلى العاشر طبيعية؛ (يفرز العمود حسب السنة)
الوصف : وصف موجز للموقع
| اسم الموقع                           | صورة                                                                                             | الموقع الجغرافي                                                                               | المساحة هكتار (أكر) | معرف اليونسكو         | وصف |
| ------------------------------------ | ------------------------------------------------------------------------------------------------ | --------------------------------------------------------------------------------------------- | ------------------- | --------------------- | --- |
| أكسوم                                | A large site containing several very high tombs.                                                 | إقليم تيغراي 14°7′48.684″N 38°43′6.996″E / 14.13019000°N 38.71861000°E                        | —                   | 15؛ 1980؛ i, iv       | أنقاض مدينة أكسوم، التي يعود تاريخها من القرن الأول إلى القرن 13، تمثل قلب إثيوبيا القديمة وما كان 'أقوى دولة بين الإمبراطورية الرومانية الشرقية وبلاد فارس. ويشمل المسلات مونوليث واللوحات العملاقة والمقابر الملكية وأطلال القلاع السابقة.                                        |
| فاسيل غيبي                           | A picture of a four-storey stone castle surrounded by a grassy lawn and four cylindrical towers. | ولاية أمهرة 12°36′24.912″N 37°27′58.212″E / 12.60692000°N 37.46617000°E                       | —                   | 19؛ 1979؛ ii, iii     | كانت القلعة مقر إقامة الأباطرة الإثيوبيين خلال القرنين 16 و17. تم إعادة تشكيل بقايا المدينة، التي تتميز بالمباني ذات التأثيرات الهندوسية والعربية، في وقت لاحق بهندسة معمارية على الطراز الباروكي من قبل المبشرين اليسوعيين.                                                        |
| هرر جوغول، المدينة التاريخية المحصنة | The Harar city wall (jugol).                                                                     | ولاية هراري 9°18′32″N 42°8′16″E / 9.30889°N 42.13778°E                                        | 48 (120)            | 1189؛ 2006؛ iv, v     | تقع المدينة على هضبة وتحيط بها الوديان والسافانا. يحتوي على 82 مسجدا و102 مزارا وتصميما داخليا فريدا للمنازل. يقال إن هرر هي رابع أقدس مدينة في الإسلام. |
| المشهد الثقافي في كونسو              | A Konso Waga sculpture.                                                                          | منطقة الأمم والقوميات والشعوب الجنوبية 5°18′0″N 37°24′0″E / 5.30000°N 37.40000°E              | 14,000 (35,000)     | 1333؛ 2011؛ iii, v    | يضم الموقع 55 كيلومترا (34 ميل) من الأسطح ذات الجدران الحجرية والمستوطنات المحصنة في مرتفعات كونسو في إثيوبيا. |
| الوادي السفلي في أواش                | A picture of a waterfall to the right, shooting water into the side of a rapid flowing river.    | ولاية عفر 11°6′0.216″N 40°34′45.804″E / 11.10006000°N 40.57939000°E                           | —                   | 10؛ 1980؛ ii, iii, iv | مكن الموقع من اكتشافات مجموعة من الحفريات تعود لأربعة ملايين سنة على الأقل، مثل لوسي، وهو ما يشكل دليلا على التطور البشري. |
| الوادي السفلي لأومو                  | A view of a lightly muddy river.                                                                 | منطقة الأمم والقوميات والشعوب الجنوبية 4°48′0″N 35°58′0″E / 4.80000°N 35.96667°E              | —                   | 17؛ 1980؛ iii, iv     | موقع ما قبل التاريخ يقع بالقرب من بحيرة توركانا هو موقع العديد من الاكتشافات الأحفورية، مثل "هومو كراسيليس" (Homo gracilis). |
| الكنائس المحفورة في صخر لاليبلا      | A picture of a pick-coloured building intact inside of a large, square hole.                     | ولاية أمهرة 12°1′45.66″N 39°2′25.512″E / 12.0293500°N 39.04042000°E                           | —                   | 18؛ 1978؛ i, ii, iii  | يحتوي الموقع على اثني عشر كنيسة محفورة في الصخور من العصور الوسطى من القرن الثالث عشر. |
| منتزه سيمين الوطني                   | A mountain landscape with deep precipices.                                                       | ولاية أمهرة 13°11′0″N 38°4′0″E / 13.18333°N 38.06667°E                                        | 22,000 (54,000)     | 9؛ 1978؛ vii, x       | تتكون مرتفعات إثيوبيا المتآكلة من قمم جبلية خشنة ووديان عميقة ومنحدرات حادة تمتد على طول 1500 متر (4900 قدم). دفع انخفاض أعداد وعول واليا وخنازير الآجام، بالإضافة إلى زيادة عدد السكان في الحديقة لجنة التراث العالمي إلى وضعها على قائمة التراث العالمي المعرض للخطر في عام 1996. |
| تيا (موقع أثري) [الإنجليزية]         | A view of several tombstones lined up side by side.                                              | منطقة الأمم والقوميات والشعوب الجنوبية 8°26′5.676″N 38°36′43.56″E / 8.43491000°N 38.6121000°E | —                   | 12؛ 1980؛ i, iv       | يحتوي الموقع الأثري على 36 معلما، تضم 32 لوحة منحوتة مغطاة برموز يصعب فك شفراتها. |

## قائمة مؤقتة
بالإضافة إلى المواقع المدرجة في قائمة التراث العالمي، يمكن للدول الأعضاء تسجيل قائمة بالمواقع المؤقتة التي قد يتم ترشيحها مستقبلا. لا يتم قبول الترشيحات لقائمة التراث العالمي إلا إذا كان المواقع مدرجة مسبقة في القائمة المؤقتة. اعتبارًا من عام 2021، سجلت إثيوبيا سبعة مواقع في قائمتها المؤقتة. المواقع:
1. حديقة جبال بال الوطنية (2008)
2. موقع درير الشيخ حسين الديني والثقافي والتاريخي (2011)
3. كهف صوف عمر: التراث الطبيعي والثقافي (صوف عمر: كهوف الغموض) (2011)
4. المناظر الطبيعية المقدسة لتيغراي (2018)
5. موقع ميلكا كونتور وباشيلت الأثري (2020)
6. المشهد الثقافي في جيديو (2020)
7. التراث الثقافي ليها (2020)